# Klan Gordon
Gordon (gael. Gôrdan) – klan szkocki z Wyżyn i podgórza pochodzenia normańskiego.
Pochodzą od rycerza normańskiego osiadłego w Szkocji w dobrach otrzymanych od króla Dawida I. Mimo niegaelickiego pochodzenia odgrywali ważną rolę nie tylko w nizinnej części kraju, ale i w górach będących domeną gaelickich klanów. Dlatego też często określa się Gordonów mianem klanu Gordonów, stosując jednak także określenie Dom Gordonów, właściwe dla rodów nizinnych.
W historii Szkocji Gordonowie odgrywali znaczącą rolę już od XIII w., wspierając Roberta I Bruce’a podczas wojny o niepodległość. Uczestniczyli w bitwie pod Halidon Hill w 1333 r., a w bitwie pod Otterburn w 1388 poległ sir John Gordon, głowa rodu.
Świadectwem przyjęcia przez ród Gordonów góralskiej mentalności i zwyczajów jest ich aktywne uczestnictwo w wojnach i konfliktach klanowych. Często wchodzili w sojusze z klanami Cumming, Leslie i klanem Cameronów, zwłaszcza w walkach z potężnym klanem Forbes. W czasie powstań jakobickich przywódcy Gordonów zajmowali często, typowe dla wielu szkockich rodów nizinnych, asekuracyjne stanowiska. Aby nie ryzykować konfiskaty majątku członkowie rodu wspierali różne stronnictwa: Aleksander, 2. książę of Gordon, wsparł „Starego Pretendenta” w 1715 r., a jego syn Cosmo, 3. książę of Gordon stał po stronie brytyjskiego rządu w 1745 r., podczas gdy jego brat Lord Lewis Gordon walczył i poległ pod Culloden za sprawę jakobitów.
Głową rodu Gordonów byli książęta (dukes) of Gordon, do 1827 r., gdy tytuł ten drogą małżeństwa przeszedł na rodzinę Lenoxów, książąt Richmond and Lennox. Od tej pory wodzami Gordonów są markizowie Huntly.

## Książęta Gordon, pierwsza dynastia (1684)
- George Gordon, pierwszy książę Gordon (1649–1716)
- Alexander Gordon, drugi książę Gordon (d. 1728)
- Cosmo George Gordon, trzeci książę Gordon (c. 1720–1752)
- Alexander Gordon, czwarty książę Gordon (1743–1827)
- George Gordon, piąty książę Gordon (1770–1836)

## Książęta Gordon, druga dynastia (1876)
- Charles Henry Gordon-Lennox, szósty książę Richmond, szósty książę Lennox, pierwszy książę Gordon (1818–1903)
- Charles Henry Gordon-Lennox, siódmy książę Richmond, siódmy książę Lennox, drugi książę Gordon (1845–1928)
- Charles Henry Gordon-Lennox, ósmy książę Richmond, ósmy książę Lennox, trzeci książę Gordon (1870–1935)
- Frederick Charles Gordon-Lennox, dziewiąty książę Richmond, dziewiąty książę Lennox, czwarty książę Gordon (1904–1989)
- Charles Henry Gordon-Lennox, dziesiąty książę Richmond, dziesiąty książę Lennox, piąty książę Gordon (ur. 1929)

## Główne linie rodu
- Gordon of Haddo
- Gordon of Lochinvar
- Gordon of Strathbogie

## Margrabiowie Huntly

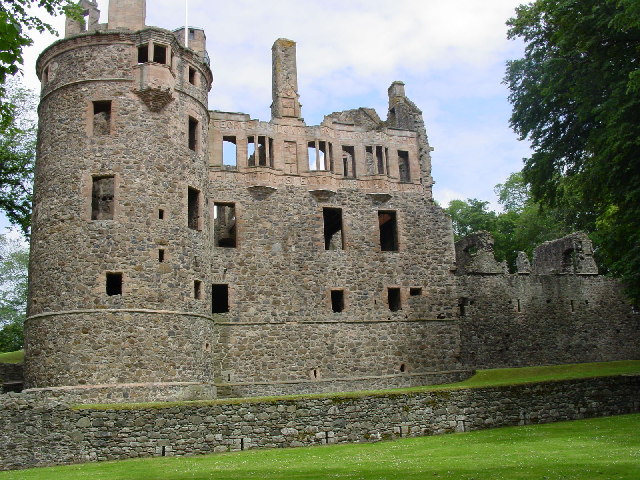
Zamek Huntly, (spalony w XVIII w.), własność Gordonów do 1923, obecnie państwowa

Przodkiem związanej z Polską linii margrabiów Huntly był Sir Adam Gordon, rycerz (Knight) of Huntly, który poległ w bitwie pod Homildon w roku 1402 i pozostawił tylko córkę Elżbietę, zamężną za Aleksandrem Setonem. W roku 1408 małżonkowie Seton uzyskali od regenta Szkocji Roberta Stewarta, księcia Albany, zatwierdzenie posiadania majątków gordonowskich i prawo noszenia nazwiska Gordon. Ich syn Aleksander otrzymał w 1445 tytuł earla (hrabiego) Królestwa Szkocji. Praprawnuk Aleksandra George, 4. hrabia Huntly, najbogatszy lord Szkocji, przywódca katolików szkockich i kanclerz, zorganizował w 1562 rebelię katolicką przeciw królowej Marii Stuart, uważając że faworyzuje protestantów wobec katolików (poza tym aspirował do korony, będąc przez babkę wnukiem króla Jakuba IV z nieprawego łoża). W bitwie pod Corrichie w hrabstwie Aberdeenshire George Gordon poniósł klęskę i zmarł na atak serca, gdy był prowadzony do niewoli (według legendy do otwartej wyprawy wojennej zamiast wojny podjazdowej, która by przyniosła większe korzyści, namówiła go jego żona, której jakaś czarownica przepowiedziała, że George będzie o zmroku odpoczywał w zamku Tolbooth w Aberdeen bez jednej rany na ciele, co też się stało). Zwłoki przewieziono do zamku Tolbooth, wypatroszono, zapeklowano w soli i napełniono ziołami i w maju 1563 „postawiono przed sądem” w Edynburgu, który za zdradę stanu skazał Gordona post mortem na powieszenie i poćwiartowanie. Wyrok wykonano, a fragmenty szczątków Gordona rozwieszono we wszystkich ważniejszych miastach szkockich. W 1565 Maria ułaskawiła Gordonów i zwróciła im tytuł earlów Huntly i część majątków. Syn byłego kanclerza, 5. hrabia Huntly, także George (zm. 1576), został jak ojciec kanclerzem Szkocji. Następny George Gordon, 6. hrabia (zm. 1636) wzniecił w 1589 katolicki bunt przeciwko królowi Jakubowi VI, potem w 1593 został pozbawiony tytułów i majątków za „konszachty z Hiszpanami i jezuitami”, ale w 1597 król mu przebaczył, zwrócił majątki i nadał mu nowe godności: markiza Huntly, earla Enzie i lorda Gordona of Badenoch. Prawnuk tego pierwszego margrabiego Huntly, również George (zm. 1716) został podniesiony do rangi książęcej i posiadał tytuły: książę Gordon, markiz Huntly, hrabia Huntly i Enzie, wicehrabia Inverness, lord Badenoch, Lochaber, Strathaven, Balmore, Auchindown, Garthie i Kincardine. 4. książę Aleksander (zm. 1827) uzyskał dodatkowo godności barona Gordona of Huntly i earla Norwich. Starsza linia Gordonów z tytułem książęcym wygasła w 1836 ze śmiercią jego syna (zob. wyżej), a godność markiza Huntly przeszła na jego dalekiego krewnego, 9. markiza George’a Gordona (zm. 1853), od którego wywodzą się obecni posiadacze tytułu.
Obecnym posiadaczem tytułu jest Granville Charles Gomer Gordon, Pierwszy Markiz Szkocji (Premier Marquess of Scotland), 13. markiz Huntly, earl Aboyne, lord Gordon of Strathaven i Glenlivet oraz baron Meldrum, ur. w 1944. Następcą będzie jego jedyny syn Alistair Granville Earl of Aboyne, ur. w 1973. Obecną siedzibą rodu jest zamek Aboyne.

## Polscy Gordonowie
Pierwsi przedstawiciele rodu Gordonów pojawili się w Polsce w XVII wieku i należeli do linii hrabiów Huntly. Wszyscy byli katolikami. Otrzymali w różnych latach polski indygenat z zachowaniem herbu rodowego pod nazwą Bydant. Wśród nich wyróżnili się szczególnie:
- Henryk Gordon – (XVII wiek), pułkownik wojsk koronnych;
- Fabian Gordon – (XVIII wiek), uczestnik konfederacji barskiej;
- Patryk Gordon – (1635-1699), oficer szwedzki i polski, później generał i kontradmirał Piotra Wielkiego;
- Karol Gordon – (1749–1820) – pułkownik wojsk polskich.

Według genealoga i heraldyka niemieckiego Heinricha Kneschkego do Polski, Brandenburgii i Austrii przybyli ok. 1645 poza gałęzią Gordon of Huntly także przedstawiciele linii Gordon of Caldwell: Aleksander baron Gordon of Westhall i jego dwaj bracia. Aleksander wybrał Prusy Królewskie na granicy z brandenburskim Pomorzem i osiedlił się najpierw koło Świdwina, później koło Sławna. Od niego pochodzili pomorscy, później pruscy Gordonowie (być może Fabian Gordon, którego ojciec miał na imię Aleksander), którzy przed 1945 posiadali m.in. Laskowice (województwo kujawsko-pomorskie), Kawęcin i Piskarki w tej samej okolicy. Wielu z nich odznaczyło się jako oficerowie pruskiej armii. Bracia Aleksandra wybrali Polskę południową i Górny Śląsk, spośród ich potomków wyróżnił się szczególnie podpułkownik Anton von Gordon, który za swe zasługi wojenne otrzymał w roku 1802 austriacki tytuł barona. Do tej gałęzi należał także John Gordon, komendant twierdzy Eger w XVII wieku, zamieszany w zabójstwo Wallensteina.
W Polsce nazwisko Gordon było noszone także przez rodziny żydowskie. W książce telefonicznej Warszawy z roku 1938–1939 odnajdujemy wielu Gordonów noszących m.in. imiona Abram, Baruch, Pejsach, Pinkus i Salomon.

## Herb Gordonów

### Pierwotny herb rodzinny

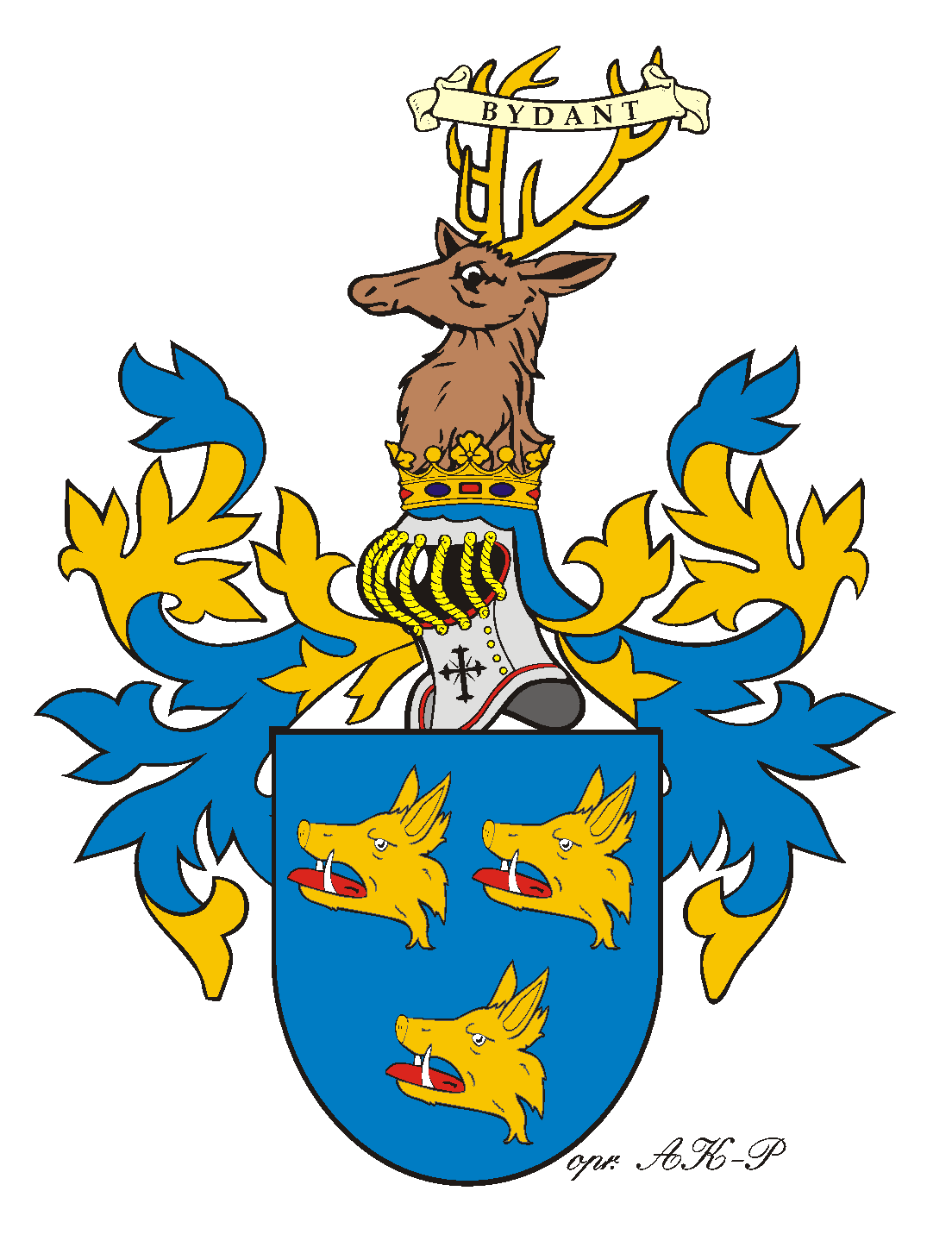
Herb Gordonów Bydant

W Polsce zwany Bydant od zawołania klanowego, herb Gordonów występuje w wielu odmianach, od jednopolowego herbu pierwotnego do 4-6 polowych herbów książęcych, hrabiowskich itd. Herb pierwotny to w błękitnym polu trzy złote głowy dzików zwrócone heraldycznie na prawo. W klejnocie z korony szlacheckiej wyłania się zwrócona na prawo brązowa głowa jelenia ze złotymi rogami, między którymi, (lub ponad nimi) umieszczona jest wstęga z napisem Bydant. Labry niebieskie i złote. 
Do pierwotnej wersji herbu, bez uszczerbień i dodatków, według zasad heraldyki szkockiej ma prawo tylko wódz klanu, stąd w herbie aktualnych wodzów, markizów Huntly, herb w pierwszym polu występuje w wersji pierwotnej. Inni członkowie klanu, nawet najbliższa rodzina wodza może używać herbu jedynie z wprowadzonymi tzw. oznakami starszeństwa.
W Polsce ze względu na inne zasady heraldyczne, pozwalające na używanie jednego herbu bez zmian przez wszystkich członków rodu, Gordonowie używają herbu w wersji pierwotnej.

### Herb markizów Huntly
Herb przywódców klanu, markizów Huntly, jest czteropolowy: w górnym prawym polu ukazuje trzy złote głowy dzików w niebieskim polu zwrócone na prawo (Gordon); w górnym lewym polu trzy złote głowy lwów w niebieskim polu zwrócone na prawo (Badenoch); w dolnym prawym polu trzy srebrne półksiężyce w złotym polu (Seton); w dolnym lewym polu trzy srebrne kolce w złotym polu (Frazer). Tarcza herbowa ozdobiona jest koroną margrabiowską według heraldyki brytyjskiej. Nad koroną znajduje się klejnot, z korony szlacheckiej którego wyrasta brązowa głowa jelenia (en face) ze złotymi rogami, nad którymi unosi się wstęga z napisem Bydant. Trzymacze to dwa srebrne charty ze złotymi obrożami, stojące na wstędze z dewizą rodową „Animo non Astutia” (Z odwagą, nie z podstępem).